# Bruno Stürmer
Bruno Stürmer (* 9. September 1892 in Freiburg im Breisgau; † 19. Mai 1958 in Bad Homburg vor der Höhe) war ein deutscher Komponist und Musiklehrer.

## Leben
Nach dem Ende seiner Ausbildung am Badischen  Konservatorium in Karlsruhe, absolvierte Stürmer ein Studium der Musikwissenschaften in Heidelberg, u. a. bei Philipp Wolfrum. Nach einer ersten Tätigkeit als Kapellmeister in Karlsruhe und Bitterfeld, nahm er in München bei Adolf Sandberger und Theodor Kroyer weitere musikalische Studien auf. Erneut als Kapellmeister tätig werdend, zog es ihn 1922 erst nach Remscheid und 1924 nach Essen. Im Jahr 1926 gründete er in Homberg ein Konservatorium, dem weitere Tätigkeiten in Duisburg, Kassel, Düsseldorf und Erfurt folgten. Ab dem Jahr 1930 war er als Pianist und Komponist in Kassel tätig, wo er ein Kammerorchester und einen Madrigalchor leitete. Von 1947 bis 1957 war er Lehrer an der Landesmusikschule in Darmstadt. An seinem Lebensmittelpunkt in Frankfurt am Main betätigte er sich u. a. als Kritiker und freischaffender Künstler. Dem Wiesbadener Konservatorium stand er ab 1957 als Leiter des Chorleiter-Seminars vor.
1952 erhielt Stürmer die Goethe-Plakette.
Stürmer, der während seines Lebens über 170 Lieder und Kompositionen schuf, war insbesondere für seine zahlreichen Chor- und Kirchenlieder bekannt.
Sein Sohn ist der Historiker Michael Stürmer.

## Werke (Auswahl)
- Suite für neun Solo-Instrumente, „(Flöte, Oboe, Clarinette, Fagott und Streichquintett)“, Op. 9, „(G Moll)“. B. Schott’s Söhne, Mainz 1923, OCLC 472566314.
- Drei kleine Hausmusiken für Violine und Klavier. Partitur. Schott, Mainz 1938, OCLC 313824680.
- Sonatine in C für Violine und Klavier. Partitur. B. Schott’s Söhne, Mainz 1939, OCLC 1044749133,
- Ein Ferientag. 10 Klavierstücke. Bisping, Köln 1940, OCLC 315814621.
- Tänzerische Spielmusik für Blasorchester. C-partitur und 20 Stimmen (Klarinette I und II in B doppelt). C. F. Vieweg, Berlin-Lichterfelde 1941, OCLC 20912711.
- Frisch fröhlich wolln wir singen. Eine Sammlung in 2 Teilen. Teil A: Neue Lieder und Sätze für Männerchor. Partitur. Tonger, Rodenkirchen 1956, OCLC 254014686.
- Sonate für Viola (Klarinette) und Klavier, Opus 73. Willy Müller, Süddeutscher Musikverlag, Heidelberg 1957, OCLC 17706913.
- Suite für drei Violinen, Violoncello, Harmonium und Klavier vierhändig nach Belieben mit Kontrabaß, Flöte und Klarinette. Op. 53. Erstes Heft, Ouvertüre. Vieweg, Berlin-Lichterfelde [o. D.; 20. Jh.], OCLC 798359485.